# Kostel svatého Bartoloměje (Bílence)
Kostel svatého Bartoloměje je římskokatolický kostel zasvěcený svatému Bartoloměji v Bílencích v okrese Chomutov. Od roku 2002 je chráněn jako kulturní památka. Stojí na návsi ve střední části vesnice.

## Historie
Předchůdkyní kostela byla pohřební kaple Hrobčických z Hrobčic postavená ve druhé polovině patnáctého století. V roce 1734 byla na pokyn hraběte Filipa z Kolovrat zcela přestavěna na barokní kostel, který byl upraven ve druhé polovině devatenáctého století. V noci 17. dubna 1828 byl z kostela ukraden menší zvon. Ve druhé polovině devadesátých let dvacátého století byl kostel opraven. V roce 1998 proběhla oprava střechy, přičemž byla do věže vložena schránka s pamětními předměty a listinami. O rok později byl zrekonstruován také interiér a dne 29. srpna 1999 byl kostel znovu vysvěcen. Následujícího roku začala oprava fasád.
Duchovní správci kostela do konce roku 2012 jsou uvedeni na stránce Římskokatolická farnost Údlice-Přečaply a od roku 2013 na stránce Římskokatolická farnost – děkanství Chomutov.

## Stavební podoba
Kostel má jednu obdélnou loď uzavřenou na východě polygonálním presbytářem, z jehož střechy vybíhá sanktusová vížka s cibulovou střechou. V první polovině devatenáctého století bývala druhá věž uprostřed střechy kostelní lodi. Vnější zdi jsou členěné lizénovými rámy a ukončené odstupňovanou římsou. Před západní průčelí mírně předstupuje rizalit s výklenkem v obdélném štítu. Loď i presbytář mají ploché stropy, ale sakristie u jižní zdi je zaklenutá českou plackou.

## Vybavení
Pozdně barokní oltář byl rámový s obrazem apoteózy svatého Bartoloměje od Adolfa Weidlicha z roku 1861. Součástí oltáře byly sochy svatého Petra a Pavla a malované antependium s výjevem Poslední večeře z poloviny osmnáctého století. Oltář však byl přestěhován na faru v Boči, kde v roce 1994 shořel. K zařízení kostela patří boční oltáře svatého Jana Nepomuckého a Svaté rodiny ze druhé poloviny osmnáctého století, rokoková kazatelna a pozdně gotická pískovcová křtitelnice ze druhé poloviny patnáctého století. Oltář svatého Jana Nepomuckého má akantový rám s medailónkem Panny Marie z doby okolo roku 1700.